# Беллєр (Техас)
Беллєр (англ. Bellaire) — місто (англ. city) в США, в окрузі Гарріс штату Техас. Населення — 17 202 особи (2020).

## Географія
Беллєр розташований за координатами 29°42′14″ пн. ш. 95°27′48″ зх. д. / 29.70389° пн. ш. 95.46333° зх. д. (29.703996, -95.463275).  За даними Бюро перепису населення США в 2010 році місто мало площу 9,31 км², з яких 9,30 км² — суходіл та 0,00 км² — водойми.

### Клімат
| Клімат : Беллєр       | Клімат : Беллєр | Клімат : Беллєр | Клімат : Беллєр | Клімат : Беллєр | Клімат : Беллєр | Клімат : Беллєр | Клімат : Беллєр | Клімат : Беллєр | Клімат : Беллєр | Клімат : Беллєр | Клімат : Беллєр | Клімат : Беллєр | Клімат : Беллєр |
| Показник              | Січ.            | Лют.            | Бер.            | Квіт.           | Трав.           | Черв.           | Лип.            | Серп.           | Вер.            | Жовт.           | Лист.           | Груд.           | Рік             |
| Середній максимум, °C | 16,7            | 18,9            | 22,2            | 26,1            | 30,0            | 32,8            | 34,4            | 34,4            | 31,7            | 27,8            | 22,2            | 17,8            | 26,3            |
| Середній мінімум, °C  | 5,6             | 7,2             | 10,6            | 14,4            | 18,9            | 22,2            | 23,3            | 23,3            | 20,6            | 15,6            | 10,6            | 6,1             | 14,9            |
| Норма опадів, мм      | 103             | 76              | 82              | 88              | 119             | 140             | 84              | 109             | 148             | 102             | 116             | 85              | 1252            |
| --------------------- | --------------- | --------------- | --------------- | --------------- | --------------- | --------------- | --------------- | --------------- | --------------- | --------------- | --------------- | --------------- | --------------- |
| Джерело: Weather.com  |                 |                 |                 |                 |                 |                 |                 |                 |                 |                 |                 |                 |                 |

## Демографія
Згідно з переписом 2010 року, у місті мешкало 16 855 осіб у 6053 домогосподарствах у складі 4688 родин. Густота населення становила 1811 осіб/км².  Було 6427 помешкань (691/км²).
Расовий склад населення:
| - 80,0 % — білих - 14,1 % — азіатів - 1,6 % — чорних або афроамериканців - 0,2 % — корінних американців - 1,8 % — осіб інших рас |

До двох чи більше рас належало 2,2 %. Частка іспаномовних становила 9,5 % від усіх жителів.
За віковим діапазоном населення розподілялося таким чином: 29,4 % — особи молодші 18 років, 60,2 % — особи у віці 18—64 років, 10,4 % — особи у віці 65 років та старші. Медіана віку мешканця становила 41,6 року. На 100 осіб жіночої статі у місті припадало 94,7 чоловіків;  на 100 жінок у віці від 18 років та старших — 91,4 чоловіків також старших 18 років.
Середній дохід на одне домашнє господарство  становив 239 105 доларів США (медіана — 175 369), а середній дохід на одну сім'ю — 283 750 доларів (медіана — 218 836). За межею бідності перебувало 1,5 % осіб, у тому числі 0,2 % дітей у віці до 18 років та 2,7 % осіб у віці 65 років та старших.
Цивільне працевлаштоване населення становило 8570 осіб. Основні галузі зайнятості: освіта, охорона здоров'я та соціальна допомога — 33,2 %, науковці, спеціалісти, менеджери — 24,0 %, фінанси, страхування та нерухомість — 9,8 %, виробництво — 6,9 %.